# 자세 (심리학)
인간의 경우 자세는 비언어적 의사소통(Nonverbal communication)을 통해 상당한 양의 중요한 정보를 제공 할 수 있다고 알려져있다. 심리적 연구는 또한 신체 자세가 감정에 미치는 영향을 입증한바있다. 이 연구는 '인간과 동물의 감정 표현'(The Expression of the Emotions in Man and Animals)에 대한 찰스 다윈(Charles Darwin)의 연구로 거슬러 올라간다. 현재 많은 연구에서 특정 신체 움직임 패턴이 특정 감정을 나타내는 것으로 나타났다. 연구자들은 수화를 연구한 결과 수화를 사용하지 않는 사용자도 손의 움직임만으로 감정을 결정할 수 있음을 발견했다. 또 다른 예는 분노가 전신의 전진 움직임을 특징으로한다는 사실이다. 이 분야에서 연구를 이끌어가는 이론은 자기 검증 또는 지각 이론과 체화된 감정 이론이다.

## 같이 보기
- 정서